# 圣母忠仆圣殿 (博洛尼亚)

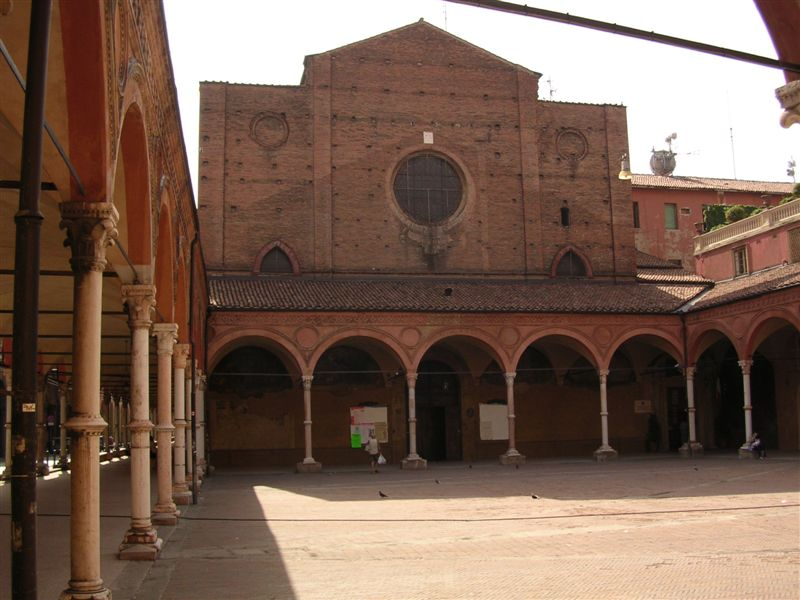
外廊和立面

圣母忠仆大殿（義大利語：Basilica di Santa Maria dei Servi）是意大利北部城市博洛尼亚的一座天主教宗座圣殿。
这座教堂长100米，宽20米，创建于1346年，是属于圣母忠仆会的教堂。庇护十二世将其升格为宗座圣殿。 
从外面看，这座教堂非常简朴，立面分为几段，没有装饰。值得注意的是它的建于16世纪的庭院，模仿了伯鲁乃列斯基在佛罗伦萨所建孤儿院的拱廊。教堂前面的广场很小，在周围兴建了环绕整个广场的拱廊。拱廊的一侧是修女院，另外两面向街道开放。该市有为数不少的拱廊街，其中一些源自古罗马时代。